# Acțiune (fizică)
În fizică, acțiunea reprezintă o mărime ce caracterizează mișcarea unui sistem de puncte materiale, exprimată prin integrala definită a langrangeanei în raport cu timpul:
{\displaystyle {\mathcal {S}}=\int _{t_{1}}^{t_{2}}L(\mathbf {q} _{i},{\dot {\mathbf {q_{i}} }},t)dt,}
unde:
{\displaystyle L=T-U} este funcția Lagrange (T fiind energia cinetică, iar U cea potențială a sistemului)
{\displaystyle \mathbf {q} _{i}} - coordonatele generalizate
{\displaystyle {\dot {\mathbf {q} _{i}}}} - vitezele generalizate
t - timpul.
Sub acțiunea unor forțe exterioare și a unor legături, mișcarea unui sistem de puncte materiale se produce astfel încât acțiunea totală între două momente t1,  t2 este staționară (minimă).
Această condiție poartă numele de principiul minimei acțiuni.
În  SI, acțiunea se măsoară în Joule-secundă. 
În mecanica microparticulelor este o mărime cuantificată, cuanta de acțiune fiind Constanta Planck.